# ویسوتشانی (ناحیه بلانسکو)
ویسوتشانی (به چکی: Vysočany) یک منطقهٔ مسکونی در جمهوری چک است که در ناحیه بلانسکو واقع شده‌است. ویسوتشانی ۱۲٫۰۸ کیلومتر مربع مساحت و ۸۰۱ نفر جمعیت دارد و ۵۸۰ متر بالاتر از سطح دریا واقع شده‌است.